# Free Me
Albums de Emma Bunton
A Girl Like Me
(2001) Life in Mono
(2006)
Free Me est le deuxième album solo de la chanteuse anglaise Emma Bunton. Sorti le 9 février 2004, il se classe à la septième place du UK Albums Chart et engendre trois singles qui sont tous entrés dans le Top 10 : Free Me, Maybe et I'll Be There. Avec cet album, Emma devient la seule ancienne Spice Girl à avoir vendu plus d'exemplaires de son deuxième album solo que son premier.

## Liste des chansons
1. Free Me (Bunton, Muddiman, Peden) – 4:27
2. Maybe (Bunton, Bondy) – 3:43
3. I'll Be There (Bunton, Muddiman, Peden) – 3:24
4. Tomorrow (Bunton, Bondy) – 3:56
5. Breathing (Bunton, Binns, Olugbo) – 4:03
6. Crickets Sing for Anamaria (Gilbert, Valle) – 2:46
7. No Sign of Life (Ellis, Lee) – 3:38
8. Who The Hell Are You (Bunton, Butler, Hedges) – 3:19
9. Lay Your Love On Me (Bunton, Dennis) – 3:25
10. Amazing (avec Luis Fonsi) (Bunton, Muddiman, Marander, Peden) – 4:06
11. You Are (Bunton, Lever, Percy) – 3:46
12. Something So Beautiful (Bunton, Lewinson, Lewinson) – 3:44